# Wahlkreis Wycombe

Der Wahlkreis mit den Grenzen von 2007

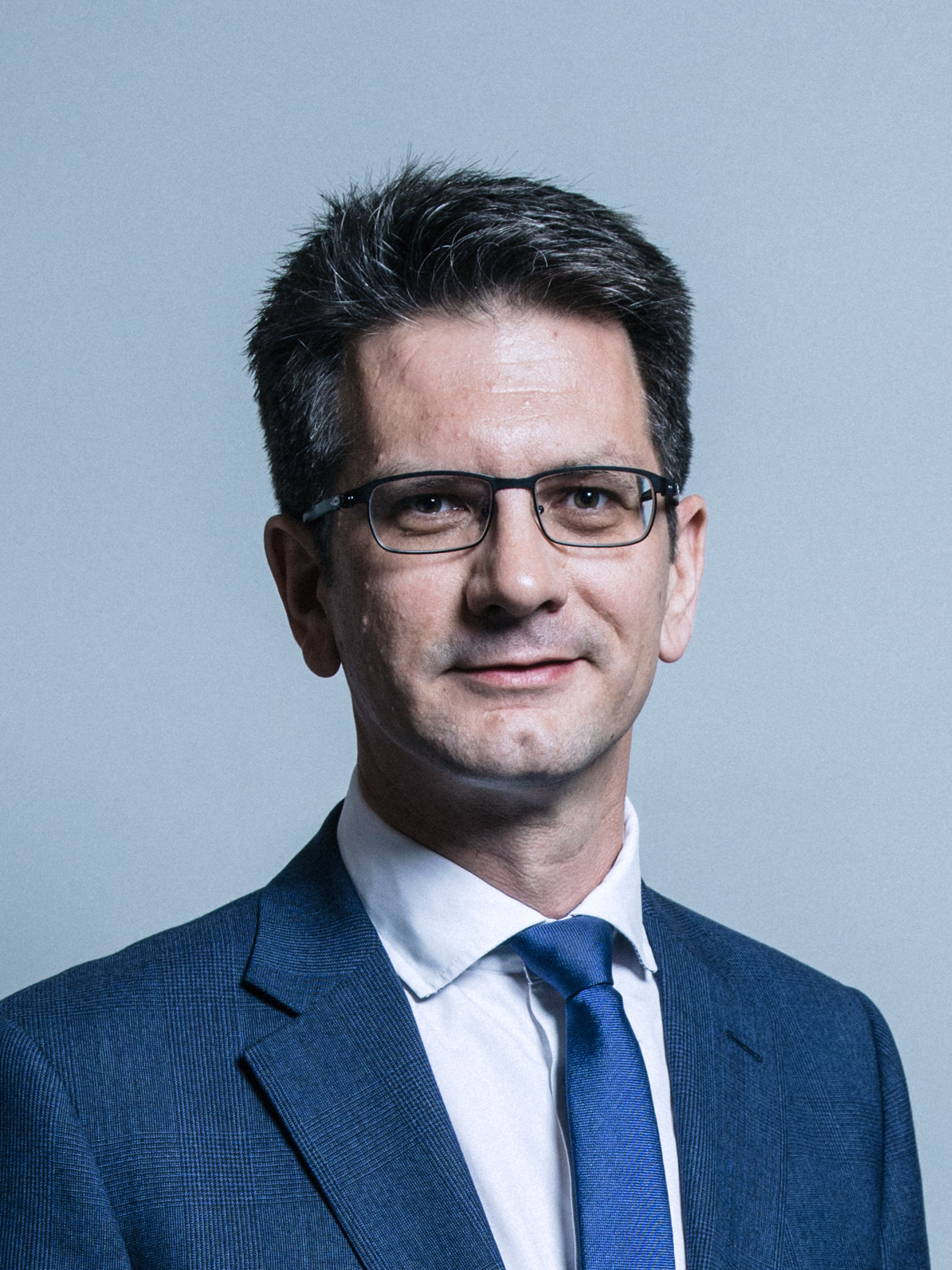
Steve Baker vertritt den Wahlkreis seit 2010

Wycombe ist ein Wahlkreis für das britische Unterhaus in der Grafschaft Buckinghamshire. Der Wahlkreis wurde 1885 in seiner heutigen Form geschaffen und deckte einen Großteil des ehemaligen Districts Wycombe ab. Er entsendet einen Abgeordneten ins Parlament.

## Geschichte
Der Wahlkreis wurde 1885 aus den ehemaligen Wahlkreisen Newbury und Windsor erneut geschaffen und wird seit der Unterhauswahl 1945 durchgehend von Angehörigen der Conservative Party vertreten.
Seit der Unterhauswahl 2010 vertritt Steve Baker den Wahlkreis im House of Commons.
Der Wahlkreis wies im April 2013 eine Arbeitslosigkeit von 3 % auf. Dieser Wert lag damit geringfügig niedriger als der nationale Durchschnitt von 3,8 %.

## Bekannte Vertreter
- Gerard Smith – 1883–1885
- William Grenfell, 1. Baron Desborough – 1900–1906
- Charles Cripps, 1. Baron Parmoor – 1910–1914
- Alfred Knox – 1924–1945
- John Haire, Baron Haire of Whiteabbey – 1945–1951
- William Waldorf Astor, 3. Viscount Astor – 1951–1952
- Steve Baker – seit 2010

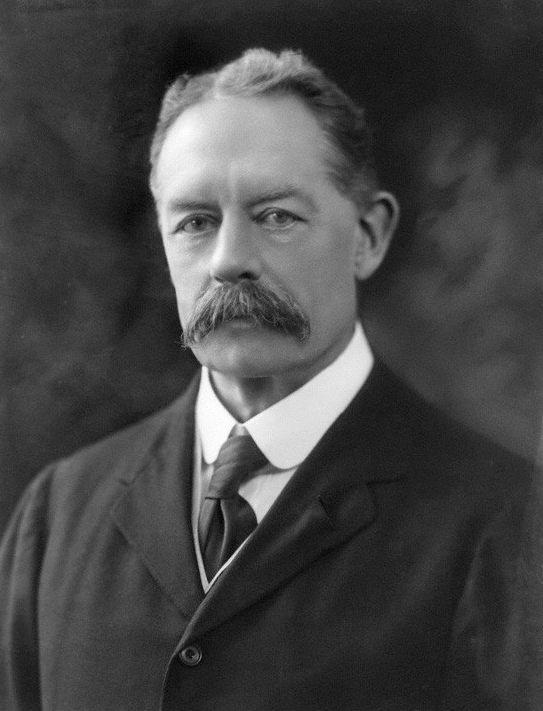
William Grenfell, 1. Baron Desborough
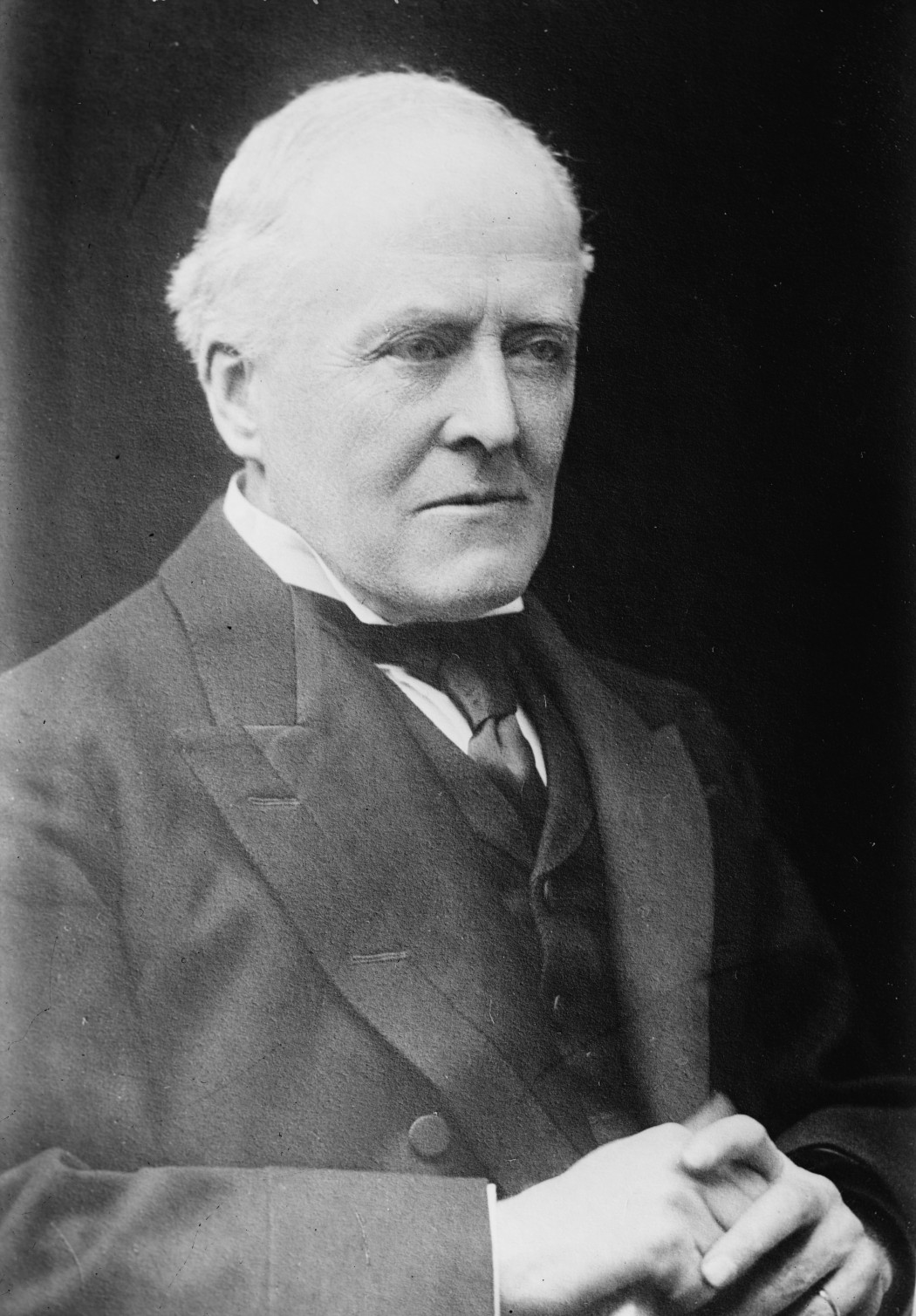
Charles Cripps, 1. Baron Parmoor